# Parigi-Camembert 1973
La Parigi-Camembert 1973, trentaquattresima edizione della corsa e valida come evento del circuito UCI categoria CB1.1, si svolse il 24 aprile 1973. Fu vinta dal francese Régis Delépine.

## Ordine d'arrivo (Top 10)
| Pos. | Corridore        | Squadra                | Tempo |
| ---- | ---------------- | ---------------------- | ----- |
| 1    | Régis Delépine   | Gan-Mercier-Hutchinson |       |
| 2    | Alain Santy      | Bic                    |       |
| 3    | André Mollet     | Peugeot-BP-Michelin    |       |
| 4    | Gerard Vianen    | Gitane-Frigecreme      |       |
| 5    | Harrie Jansen    | Ha-Ro                  |       |
| 6    | Claude Tollet    | Sonolor                |       |
| 7    | Robert Bouloux   | Peugeot-BP-Michelin    |       |
| 8    | Joop Zoetemelk   | Gitane-Frigecreme      |       |
| 9    | Raymond Martin   | Gitane-Frigecreme      |       |
| 10   | Jacques Botherel | Sonolor                |       |